# Komlói Bányász
Der Komlói Bányász Sport Klub ist ein ungarischer Fußballverein aus der Stadt Komló, der aktuell der Nemzeti Bajnokság III angehört. 

## Geschichte
Die Ursprünge des Vereins gehen zurück ins Jahr 1922, der erste Verein wurde 1928 unter dem Namen KSC gegründet. 1936/37 war Komlói Bányász erstmals in der 1. Liga Ungarns vertreten. Die meiste Zeit der Vereinsgeschichte verbrachte Komló in der Zweitklassigkeit, 2008 wurde zuletzt auch drittklassig gespielt.

## Europapokalbilanz
| Saison  | Wettbewerb                  | Runde    | Gegner              | Gesamt | Hin     | Rück    |
| ------- | --------------------------- | -------- | ------------------- | ------ | ------- | ------- |
| 1971/72 | Europapokal der Pokalsieger | 1. Runde | Roter Stern Belgrad | 4:8    | 2:7 (H) | 2:1 (A) |

Gesamtbilanz: 2 Spiele, 1 Sieg, 1 Niederlage, 4:8 Tore (Tordifferenz −4)

## Erfolge
- Ungarischer Pokal-Finalist: 1970